# Canteleux
Ne doit pas être confondu avec Canteleu.
Canteleux est une ancienne commune française et une localité de Bonnières, située dans le département du Pas-de-Calais, en région Hauts-de-France.
Plus petite commune du Pas-de-Calais en nombre d'habitants avec 15 habitants en 2016, le 1er janvier 2019, la commune de Canteleux est intégrée à celle de Bonnières, où cette dernière forme une commune nouvelle sans l'institution de communes déléguées.

## Géographie

### Localisation
Canteleux se trouve dans le Pas-de-Calais, à proximité de la limite avec le département de la Somme, à 15 km à l'est d'Auxi-le-Château et à 35 km au sud-ouest d'Arras.
Avant la fusion de 2019, Canteleux était limitrophe des communes suivantes :
| Bonnières     |                     |                      |
|               | Canteleux           | Bouquemaison (Somme) |
| Barly (Somme) | Neuvillette (Somme) |                      |

## Toponymie
Canteleu signifiait "Chant du loup"

## Histoire

### Circonscriptions d'Ancien Régime
Canteleux, en 1789, faisait partie de la sénéchaussée de Saint-Pol et suivait la coutume d'Artois.
La paroisse relevait du diocèse d'Amiens, et de l'archidiaconé de Ponthieu, doyenné d'Auxi-le-Château.

### Fusion de communes
Canteleux était depuis des décennies la commune la moins peuplée du Pas-de-Calais et de l'ex-Nord-Pas-de-Calais aves ses 15 habitants recensés en 2015. Dépourvue de toute capacité d'action et de vie collective, elle a engagé en 2018 une réflexion en vue de sa fusion avec sa voisine — avec qui elle partageait la secrétaire de mairie — Bonnières.
La fusion est intervenue le 1er janvier 2019 et Bonnières a donc pris le statut de commune nouvelle à cette date,,.

## Politique et administration

### Rattachements administratifs et électoraux
Canteleux se trouve dans l'arrondissement d'Arras du département du Pas-de-Calais. Pour l'élection des députés, la commune faisait partie de la première circonscription du Pas-de-Calais.
Elle fait partie depuis 1801 du canton d'Auxi-le-Château. Dans le cadre du redécoupage cantonal de 2014 en France, la commune est intégrée jusqu'à la fusion de 2019 au canton de Saint-Pol-sur-Ternoise.

### Intercommunalité
Canteleux faisait partie de la petite communauté de communes de la région de Frévent, créée fin 1998.
Dans le cadre des dispositions de la loi portant nouvelle organisation territoriale de la République (Loi NOTRe) du 7 août 2015, qui prévoit que les établissements publics de coopération intercommunale (EPCI) à fiscalité propre doivent avoir un minimum de 15 000 habitants, le préfet du Pas-de-Calais a publié le 12 octobre 2015 un projet de schéma départemental de coopération intercommunale qui prévoyait diverses fusion d'intercommunalité.
À l'initiative des intercommunalités concernées, la Commission départementale de coopération intercommunale (CDCI) adopte le 26 février 2016 un amendement à ce projet, proposant la fusion de : 

- la communauté de communes de l'Auxillois, regroupant 16 communes dont une de la Somme et 5 217 habitants ;

- la communauté de communes de la Région de Frévent, regroupant 12 communes et 6 567 habitants ;

- de la communauté de communes des Vertes Collines du Saint-Polois, regroupant 58 communes et 19 585 habitants

- de la communauté de communes du Pernois, regroupant 18 communes et 7 114 habitants
Le schéma, intégrant notamment cette évolution, est approuvé par un arrêté préfectoral du 30 mars 2016, et la communauté de communes du Ternois, dont la commune a été memmbre jusqu'à la fusion de 2019 membre, est créée par un arrêté préfectoral du 30 août 2016 qui a pris effet le 1er janvier 2017.

### Tendances politiques et résultats
À l'élection présidentielle de 2012, lors du premier tour, Nicolas Sarkozy y réalise son meilleur score national avec 90,91 % des voix exprimées. Au second tour, tous les suffrages se portent sur son nom .

### Liste des maires
| Période                                  | Période       | Identité        | Étiquette | Qualité              |
| ---------------------------------------- | ------------- | --------------- | --------- | -------------------- |
| Les données manquantes sont à compléter. |               |                 |           |                      |
| 1945                                     | 1966          | Henri Cousin    |           |                      |
| Les données manquantes sont à compléter. |               |                 |           |                      |
| 1995                                     | décembre 2018 | Michel Bartier, | DVD       | Agriculteur retraité |

### Politique de développement durable
Compte tenu de la situation ventée de la commune, six éoliennes sont construites en 2017 au lieu-dit Le Champ de la grand-mère, de manière à produire de l'énergie électrique

## Démographie

### Évolution démographique
L'évolution du nombre d'habitants est connue à travers les recensements de la population effectués dans la commune depuis 1793. Pour les communes de moins de 10 000 habitants, une enquête de recensement portant sur toute la population est réalisée tous les cinq ans, les populations de référence des années intermédiaires étant quant à elles estimées par interpolation ou extrapolation. Pour la commune, le premier recensement exhaustif entrant dans le cadre du nouveau dispositif a été réalisé en 2008.

En 2016, la commune comptait 15 habitants, en évolution de −11,76 % par rapport à 2010 (Pas-de-Calais : −0,72 %, France hors Mayotte : +2,11 %).
| 1793 | 1800 | 1806 | 1821 | 1831 | 1836 | 1841 | 1846 | 1851 |
| ---- | ---- | ---- | ---- | ---- | ---- | ---- | ---- | ---- |
| 93   | 107  | 100  | 121  | 108  | 97   | 103  | 96   | 76   |

| 1856 | 1861 | 1866 | 1872 | 1876 | 1881 | 1886 | 1891 | 1896 |
| ---- | ---- | ---- | ---- | ---- | ---- | ---- | ---- | ---- |
| 72   | 80   | 90   | 63   | 63   | 52   | 43   | 47   | 48   |

| 1901 | 1906 | 1911 | 1921 | 1926 | 1931 | 1936 | 1946 | 1954 |
| ---- | ---- | ---- | ---- | ---- | ---- | ---- | ---- | ---- |
| 53   | 42   | 50   | 29   | 46   | 45   | 43   | 38   | 35   |

| 1962 | 1968 | 1975 | 1982 | 1990 | 1999 | 2006 | 2008 | 2013 |
| ---- | ---- | ---- | ---- | ---- | ---- | ---- | ---- | ---- |
| 31   | 27   | 25   | 17   | 18   | 17   | 16   | 16   | 15   |

| 2016 | - | - | - | - | - | - | - | - |
| ---- | - | - | - | - | - | - | - | - |
| 15   | - | - | - | - | - | - | - | - |

### Pyramide des âges en 2007
La population de la commune est relativement jeune. Le taux de personnes d'un âge supérieur à 60 ans (12,5 %) est en effet inférieur au taux national (21,6 %) et au taux départemental (19,8 %).						
Contrairement aux répartitions nationale et départementale, la population masculine de la commune est supérieure à la population féminine (62,5 % contre 48,4 % au niveau national et 48,2 % au niveau départemental).						
La répartition de la population de la commune par tranches d'âge est, en 2007, la suivante :						
- 62,5 % d’hommes (0 à 14 ans = 30 %, 15 à 29 ans = 30 %, 30 à 44 ans = 20 %, 45 à 59 ans = 20 %, plus de 60 ans = 0 %) ;
- 37,5 % de femmes (0 à 14 ans = 16,7 %, 15 à 29 ans = 16,7 %, 30 à 44 ans = 16,7 %, 45 à 59 ans = 16,7 %, plus de 60 ans = 33,3 %).

| Hommes | Classe d’âge | Femmes |
| ------ | ------------ | ------ |
| 0,0    | 90 ans ou +  | 0,0    |
| 0,0    | 75 à 89 ans  | 33,3   |
| 0,0    | 60 à 74 ans  | 0,0    |
| 20,0   | 45 à 59 ans  | 16,7   |
| 20,0   | 30 à 44 ans  | 16,7   |
| 30,0   | 15 à 29 ans  | 16,7   |
| 30,0   | 0 à 14 ans   | 16,7   |

| Hommes | Classe d’âge | Femmes |
| ------ | ------------ | ------ |
| 0,2    | 90 ans ou +  | 0,8    |
| 5,1    | 75 à 89 ans  | 9,1    |
| 11,1   | 60 à 74 ans  | 12,9   |
| 21,0   | 45 à 59 ans  | 20,1   |
| 20,9   | 30 à 44 ans  | 19,6   |
| 20,4   | 15 à 29 ans  | 18,5   |
| 21,3   | 0 à 14 ans   | 18,9   |

## Culture locale et patrimoine

### Héraldique
| Armes de Canteleux | Les armes de Canteleux blasonnent ainsi : d’argent à la fasce de gueules chargée d’une gerbe d’avoine d’or. |

## Pour approfondir